# Cletodes pectinata
Cletodes pectinata is een eenoogkreeftjessoort uit de familie van de Cletodidae. De wetenschappelijke naam van de soort is voor het eerst geldig gepubliceerd in 1875 door Brady & Robertson D..